# Rio Maipo
O Rio Maipo é um rio sul-americano que banha o Chile.
1. ↑  Duarte, William; Feito, Rufino; Jara, Carlos; Moreno, Carlos; Orellana, Ana Eliana (28 de dezembro de 1971). «Ictiofauna del Sistema Hidrográfico del Río Maipo». Boletín Museo Nacional de Historia Natural (em espanhol): 227–268. ISSN 0719-935X. doi:10.54830/bmnhn.v32.1971.561. Consultado em 2 de outubro de 2024